# Lone Scherfig

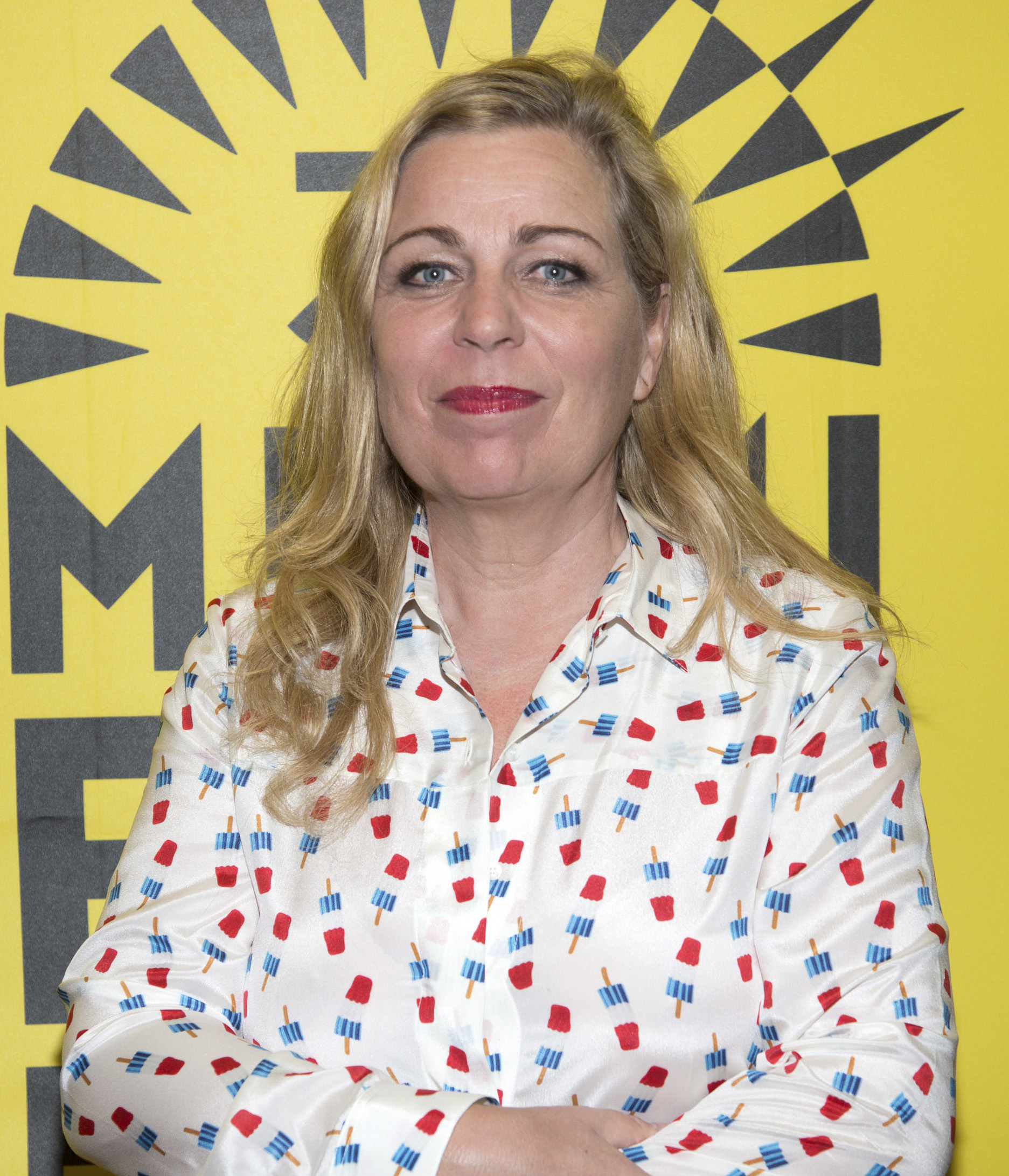
Lone Scherfig (2017)

Lone Scherfig (* 2. Mai 1959 in Kopenhagen) ist eine dänische Regisseurin und Drehbuchautorin. 

## Leben
Scherfig, Großnichte von Hans Scherfig, studierte 1976 bis 1980 Filmwissenschaft an der Universität Kopenhagen und an der Sorbonne in Paris und darüber hinaus Regie an der Danske Filmskole (Dänische Filmhochschule), wo sie 1984 ihren Abschluss machte. Ab 1984 inszenierte Scherfig kleinere Dokumentationen, ihr erster Spielfilm Die Geburtstagsreise entstand 1990.
International wahrgenommen wurde Scherfig zuerst durch den Dogma-Film Italienisch für Anfänger.
2019 wurde mit ihrem Spielfilm The Kindness of Strangers die 69. Berlinale eröffnet. Die dänisch-kanadische Koproduktion in englischer Sprache ist ein Ensemblefilm, der zur Winterzeit in New York spielt. Als Darsteller konnte Scherfig u. a. Jay Baruchel, David Dencik, Caleb Landry Jones, Zoe Kazan, Bill Nighy, Tahar Rahim und Andrea Riseborough verpflichten. Andreas Kilb nannte den Film „süßsaures Gefühlskino mit Bildern wie aus dem Reisekatalog“.

## Filmografie (Auswahl)
- 1987: Margretes elsker (Fernsehfilm, Regie und Drehbuch)
- 1990: Die Geburtstagsreise (Kajs fødselsdag, Regie)
- 1997: TAXA (Fernsehserie, Regie und Drehbuch)
- 1998: Wenn Mama nach Hause kommt (Når mor kommer hjem..., Regie und Drehbuch)
- 1999: Ved Stillebækken (Fernsehserie, Regie und Drehbuch)
- 2000: Italienisch für Anfänger (Italiensk for begyndere, Regie und Drehbuch)
- 2002: Wilbur Wants to Kill Himself (Wilbur begår selvmord, Regie und Drehbuch)
- 2007: Hjemve (Regie und Drehbuch)
- 2009: An Education (Regie)
- 2011: Zwei an einem Tag (One Day, Regie)
- 2014: The Riot Club (Regie)
- 2016: Ihre beste Stunde – Drehbuch einer Heldin (Their Finest, Regie)
- 2019: The Kindness of Strangers (Regie und Drehbuch)
- 2023: La Contadora de Películas (Regie)

## Auszeichnungen
Für Italienisch für Anfänger erhielt Scherfig u. a. den Silbernen Bären (Preis der Jury) der Berliner Filmfestspiele 2001.